# Олейчанко Юлія Олександрівна
Юлія Олександрівна Олейчанко (біл. Юлія Аляксандраўна Алейчанка; нар. 21 грудня 1991, м. Орша, Вітебська область, Білорусь) — білоруська письменниця, літературна критикиня, перекладачка.

## Біографія
Юлія Олейчанко народилася 21 грудня 1991 року в місті Орша. Закінчила філологічний факультет Білоруського державного університету (2014), потім магістратуру там же, тепер — навчається в аспірантурі. Працює секретарем літературного часопису «Полымя». Проживає у Мінську до сьогодні.
Піше вірши, оповідання, критичні статті, перекладає. Мистецькі твори друкувались в анталогіях «Дняпроўскія галасы — 60» (2010), «Першацвет» (2017), «Terra poetica» (2017), часописах «Полымя», «Нёман», «Маладосць», газетах «Літаратура і мастацтва», «Звязда». Наукові — у збірках Міжнародних Купалавських читаннях, Міжнародних наукових конференцій «Мова — літаратура — культура», «Славянскія літаратуры ў кантэксце сусветнай» й інші.
Перекладачка та укладальниця книжної серії — «Светлыя знакі. Паэты Кітая». 
Твори перекладалися російською, українською, сербською, китайською, азербайджанською мовами.

## Творчість
- «Пад чароўным шкельцам» (Видавничий дім «Звязда», 2017);
- «Вецер у валасах» (збірка перекладів, 2018).

## Нагороди
- Лауреат Міжнародного конкурсу молодих літераторів «Першацьвет» (2016);
- Лауреат Національної літературної премії (2018) у номінації «Лепшы дэбют»[3].